# 佐貫浩
佐貫 浩（さぬき ひろし、1946年10月2日 -　）は、日本の教育学者、法政大学名誉教授。専門は、教育行政学、教育課程論、平和教育、道徳教育。

## 来歴
兵庫県多紀郡（現・丹波篠山市）生まれ。1965年兵庫県立篠山鳳鳴高等学校卒業、東京大学文科三類入学。1971年東京大学教育学部教育行政学科卒業、1979年同大学院教育学研究科博士課程満期退学。1981年法政大学文学部教育学科専任講師、83年助教授、1989年教授、2003年キャリアデザイン学部教授。2017年定年退職。
教育科学研究会委員長。民主教育研究所運営委員。2006年に設立された教育基本法「改正」情報センター代表。

## 著書
- 『学校を変える思想 学校教育の平和的原理の探究』教育史料出版会 1988
- 『学校改革を考える 教師の苦悩と現実』花伝社 1990
- 『平和を創る教育 平和と人権のための教育学試論』新日本出版社 1994
- 『「自由主義史観」批判と平和教育の方法』新日本出版社 1999
- 『知的探求の自由 学生の学びの転換と自立への方法』教育史料出版会 2000
- 『イギリスの教育改革と日本』高文研 2002
- 『新自由主義と教育改革 なぜ、教育基本法「改正」なのか』旬報社 2003
- 『学校と人間形成 学力・カリキュラム・市民形成』法政大学出版局 キャリアデザイン選書 2005
- 『教育基本法「改正」に抗して 教育の自由と公共性』花伝社 2006
- 『学力と新自由主義 「自己責任」から「共に生きる」学力へ』大月書店 2009
- 『品川の学校で何が起こっているのか 学校選択制・小中一貫校・教育改革フロンティアの実像』花伝社 2010
- 『平和的生存権のための教育 暴力と戦争の空間から平和の空間へ』教育史料出版会 2010
- 『危機のなかの教育 新自由主義をこえる』新日本出版社 2012

### 共編著
- 『生き方を創造する平和教育』編 一光社 1985
- 『新自由主義教育改革 その理論・実態と対抗軸』世取山洋介共編 大月書店 2008.
- 『これでいいのか小中一貫校 その理論と実態』山本由美,藤本文朗共編 新日本出版社 2011
- 『大阪「教育改革」が問う教育と民主主義』教育科学研究会編 中田康彦,佐藤広美共編著 かもがわ出版 2012
- 『高校生からの「憲法改正問題」入門』平和・国際教育研究会編 沖村民雄,黒田千代,澤野重男,福岡公俊,宮下与兵衛共著 平和文化 2013
- 『講座教育実践と教育学の再生5 3・11と教育改革』佐藤広美,宮下聡,中田康彦共編集委員 かもがわ出版 2013
- 『講座教育実践と教育学の再生 別巻 戦後日本の教育と教育学』田中孝彦,久冨善之,佐藤広美 編集委員共著 かもがわ出版 2014
- 『保育園でいま何が起こっているのか 品川版〈保育改革〉・待機児対策の現実』品川の保育を考える会共編著 花伝社 2014

## 論文
- Cinii